# دبیرستان مردگان
دبیرستان مردگان (ژاپنی: 学園黙示録 هپبورن: Haisukūru obu za Deddo) نام یک مجموعه مانگا ژاپنی است از دایسکی ساتو (نویسنده) و شوجی ساتو (طراح) که از سپتامبر سال ۲۰۰۶ تا مه ۲۰۱۳ در ماهنامهٔ دراگون ایج به چاپ می‌رسید، اما به سبب مرگ دایسکی ساتو در مارس ۲۰۱۷ ناتمام باقی ماند. بر اساس این مانگا یک مجموعه تلویزیونی انیمه ۱۲ قسمتی هم توسط استودیو مدهاوس ساخته شده‌است که از ژوئیه تا سپتامبر ۲۰۱۰ پخش شد.
دبیرستان مردگان ماجراهای یک گروه دانش‌آموز دبیرستانی را دنبال می‌کند که پس از یک همه‌گیری که افراد را به زامبی تبدیل می‌کند، در صدد نجات جان خود و یافتن مکانی امن هستند.

## انیمه
ترانه شروع مجموعه "HIGHSCHOOL OF THE DEAD" نام دارد. هر قسمت این مجموعه تلویزیونی یک ترانه پایان متفاوت دارد؛ البته خواننده تمام ترانه‌های پایانی، مائون کوروساکی است.

## مرگ مانگاکا
مانگاکای این مانگا، در سال ۲۰۱۷ درگذشت.